# Le Premier Jour de la liberté
Pour plus de détails, voir Fiche technique et Distribution.
Le Premier Jour de la liberté (Pierwszy dzień wolności) est un film polonais réalisé par Aleksander Ford, sorti en 1964.

## Synopsis
Un groupe d'officiers polonais, anciens prisonniers de guerre, s'installent dans une ville allemande désertée, à l'exception du médecin et de ses filles.

## Fiche technique
- Titre : Le Premier Jour de la liberté
- Titre original : Pierwszy dzień wolności
- Réalisation : Aleksander Ford
- Scénario : Bohdan Czeszko et Leon Kruczkowski
- Musique : Kazimierz Serocki
- Photographie : Tadeusz Wiezan
- Montage : Miroslawa Garlicka
- Société de production : P.P. Film Polski
- Pays :  Pologne
- Genre : Drame et guerre
- Durée : 89 minutes
- Dates de sortie : 
  -  Pologne : 21 décembre 1964

## Distribution
- Tadeusz Łomnicki : le lieutenant Jan
- Beata Tyszkiewicz : Inga Rhode
- Tadeusz Fijewski : Dr. Rhode
- Ryszard Barycz : Michal
- Krzysztof Chamiec : Hieronym
- Roman Klosowski : Karol
- Mieczyslaw Stoor : Pawel
- Elżbieta Czyżewska : Luzzi Rhode
- Aldona Jaworska : Lorchen Rhode
- Mieczyslaw Kalenik : Otto
- Zdzislaw Lesniak : Anzelm

## Distinctions
Le film a été présenté en sélection officielle en compétition au Festival de Cannes 1965.